# Дуншэн
Дуншэ́н (кит. упр. 东胜, пиньинь Dōngshèng) — район городского подчинения городского округа Ордос автономного района Внутренняя Монголия (КНР).

## История
Когда в результате маньчжурского завоевания Китая Ордос был в 1649 году разделён на 6 хошунов, эти земли оказались в составе хошунов Ордос-Цзоичжунци (鄂尔多斯左翼中旗) и Ордос-Цзоихоуци (鄂尔多斯左翼后旗). В результате миграции китайцев из провинций Шэньси и Шаньси здесь постепенно возрастало количество оседлых жителей, и для управления ими в 1906 году был создан Дуншэнский комиссариат (东胜厅).
После Синьхайской революции комиссариат был в 1912 году преобразован в уезд Дуншэн (东胜县) провинции Шаньси, однако кочевое население по-прежнему администрировалось через структуры хошунов — эта практика раздельного управления китайцами и монголами продолжалась до образования КНР в 1949 году.
В 1914 году из провинции Шаньси был выделен Особый административный район Суйюань (绥远特别行政区), и уезд Дуншэн вошёл в его состав. В 1928 году Особый административный район Суйюань был преобразован в провинцию Суйюань.
В декабре 1949 года уезд Дуншэн из непосредственного подчинения правительству провинции Суйюань перешёл в подчинение новообразованному аймаку Их-Джу. В 1954 году провинция Суйюань была расформирована, и аймак перешёл в состав автономного района Внутренняя Монголия. В марте 1958 года часть территорий уезда Дуншэн была передана хошуну Далад-Ци.
Решением Госсовета КНР от 10 октября 1983 года уезд Дуншэн был расформирован, и с 1 января 1984 года он стал городским уездом аймака Их-Джу. В 2000 году он был преобразован из городского уезда в район городского подчинения. 30 апреля 2001 года аймак Их-Джу был преобразован в городской округ Ордос.
В 2016 году из трёх уличных комитетов района Дуншэн был образован новый район Канбаши.

## Административное деление
Район Дуншэн делится на 6 уличных комитетов и 3 посёлка.